# Sgùrr nan Gillean
A Sgùrr nan Gillean (kiejtése: IPA: [s̪kuːᵲ nan ˈkʲiːʎən]) a skóciai Skye szigetén található csúcs. A Fekete-Cuillin hegyvonulatának legészakabbi tagja, az egyik legjellegzetesebb tájelem Sligachan felől nézve, illetve az első csúcs a hegységben, amelyet hivatalosan meghódítottak. Sziklás oldalainak köszönhetően megközelítése négykézláb mászást igényel, a 12 kilométeres túra hagyományos szintideje 5-7 óra.

## Általános információk
A hegy nevének eredetére több változat létezik. Bizonyos helyeken a "fiatalemberek csúcsának" fordítják, mert a gael nyelvben a gille fiatalember jelentéssel bír, és azokra az emberekre utalhat, akik a csúcs sikeres meghódítása előtt próbálták megmászni a hegyet.Más helyeken "szakadékok csúcsa" fordítással találkozni, amely norvég gyökerekre vezethető vissza.
A csúcs a Fekete-Cuillin északi hármasának (Bruach na Frithe, Am Basteir, Sgùrr nan Gillean) legkeletebbi tagja. A Bruach na Frithe csúcsához hasonlóan gerincek találkozásánál található: nyugatra a főgerinc az Am Basteirhez vezet, északkeleti kinyúlása a Pinnacle Ridge ("csúcs gerinc"), amely a hegymászók közkedvelt helye, a délkeleti gerinc pedig a hagyományos útvonal, amelyen a hegyet megközelítik. Ennek a gerincnek a végén még található két csúcs, a Sgùrr Beag (765 m) és a Sgùrr na h-Uamha (736 m).
A csúcsra először Duncan MacIntyre és James Forbestudós másztak fel 1836-ban. Forbes később az Alpokban több csúcsot is meghódított. Tudósításából kiderül, hogy MacIntyre mutatta neki az utat a délkeleti gerincen keresztül, amely később az ún. turistaút lett.
A Scuir-na-Gillean megmászása 1836-ban, első látogatásom idején először lehetetlennek tűnt. Egy helyi erdésszel beszéltem a dologról, aki Lord Macdonald szolgálatában állt, és Duncan Macintyre-nek hívták. Felkértem, hogy vezessen el Sligachanból a Coruisk-höz, és azt mondta, hogy már többször próbált sikertelenül felmászni a hegyre, egyedül és másokkal is, akik megkérték, hogy vezessék oda. Azonban egy olyan utat javasolt, amit addig még nem próbált, és úgy vélte, hogy azon el lehet érni a csúcsot. Megkértem tehát, hogy kísérjen el, és a következő napon, július 7-én fel is mentünk a csúcsra. A hipersztén kövek kifejezetten durvák voltak, így a mászást biztonságossá tették, amely egyébként más kőzetek esetében veszélyes lett volna. Valóban nem láttam még olyan követ, amely ennyire alkalmas lenne a kapaszkodásra. [...] Mivel nem volt barométerem, nem tudtam megállapítani a magasságát, amelyet 3000 lábra becsültem.
Forbes már első látogatása idején érdeklődést mutatott a hegy magasságának megállapítása iránt, és a következő alkalommal egy barométerrel felszerelkezve közelítette meg a csúcsot, ezúttal nem a könnyebb, délkeleti gerincen, hanem nyugatról, a Bruach na Frithe felől. Az általa közölt magasságadatok csak 10-15 méterrel térnek el a mai mérésektől.
[...] javasoltam MacIntyre-nek, hogy a nyugati oldalról közelítsük meg. Azonnal meg is kezdtük a mászást. Csak úgy lehetett kivitelezni, hogy mélyen leereszkedtünk a Loat-a-Corrysziklás hasadékába, amely elválasztja a két hegyet, és amely komoly négykézláb mászásba került, majd megkezdtük a felfelé mászást a sziklákon, amelyek a távolból szinte teljesen függőlegesnek tűntek. A korábban említett kőzet azonban segítségünkre volt, felértünk a Scuir-na-Gillean nyugati oldalára, habár mikor visszanéztünk, szédítőnek tűnt a mélység.
Forbes 1845-ös látogatása alkalmával körbejárta a hegységet, hogy gleccserek nyomaira keressen bizonyítékokat, és elkészítette az első megbízható térképet a területről, amelyen közölte az akkor ismert csúcsok neveit. A térképen összesen hat csúcsot nevez meg a Cuillin nagyobb hegyei közül (négyet a Fekete-Cuillinban, kettőt a Vörös-Cuillinban), amely bizonyíték arra, hogy akkoriban a hegységnek elsősorban csak az északi részét ismerték, és nem rendelkeztek adatokkal a főgerinc közepén és déli részén elhelyezkedő csúcsokról.

## A túra leírása
Utunk a nyeregtől felfelé vagy a gerinc tetején, vagy annak nyugati oldalában haladt. A gerinc a keleti oldalon meredeken zuhan alá, a nyugatin, a Lota Corry irányában enyhébben. […] Amikor elértük a végső csúcs lábát, nagyjából ott, ahol a Sligachanból érkező szokásos út csatlakozik a gerinchez, nem tudtunk továbbmenni rajta, és a Lota Corry felé néző oldalon kellett haladnunk. A mászás innen érdekesnek bizonyult az elterjeszkedő lejtős kőlapokon (nem hasonlítanak a Zinal Rothhorn lapjaihoz), amelyeket néhány centiméter vastag hó borított. Nem volt kilátásunk a csúcs tetejéről, leszámítva a kavargó ködöt és néhány méternyi szakadékot. Ezért csak addig maradtunk, hogy beírjuk magunkat a „Látogatókönyvbe”, amely egy palackba tett papír volt. Ebből a dokumentumból tudtuk meg, hogy tavaly szeptemberben jártak itt utoljára.

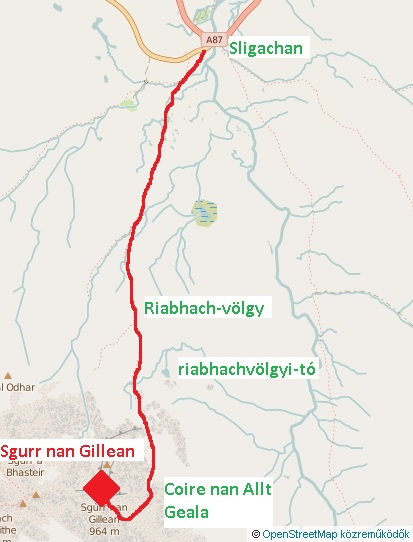
Piros: a csúcsra vezető út

A csúcsot hagyományosan Sligachanból kiindulva közelítik meg déli irányban. A túra a Riabhach-völgyön (Coire Riabhach) keresztül a riabhachvölgyi-tó (Loch a' Choire Riabhach) mellett halad el. Innen egy újabb völgybe (Coire nan Allt Geala) érkezik, ahonnan látni lehet az omladékot, amelyen fel kell kapaszkodni.
A gerincen való haladás nem ütközik nagyobb akadályba az utolsó néhány száz méterig, amikor is egy meredek szakaszon négykézláb mászással lehet csak átjutni. A hegy csúcsa annyira meredek, hogy az azt alkotó gerinceket alig látni. Visszafelé a túrázók csak arra tudnak haladni, ahonnan jöttek, ugyanis az Am Basteir felé vezető nyugati gerincen van egy szűk rész, ahol csak kötélen lehet leereszkedni, így erre csak tapasztalt hegymászók mennek, ahogy az északkeleti Pinnacle Ridge-re is. Lefelé mászni a meredek szakaszokon még nagyobb óvatosságot igényel.